# Злочевский, Александр Борисович
Александр Борисович Злочевский (род. 25 июня 1963, Москва) — советский, итальянский и российский шахматист, гроссмейстер. Международный арбитр, заслуженный тренер России (2006), заслуженный работник физической культуры России (2009), старший тренер сборных команд Москвы.

## Биография
В шахматы научился играть в 5 лет, с игрой его познакомил отец, с 7 лет занимается в шахматном клубе «Спартак» (сейчас клуб имени Т. В. Петросяна) у тренера А. Письменного, затем с 4-го класса поступил в спортивную школу-интернат олимпийского резерва, которую окончил в 1980, где с ним и его одноклассниками работал наставник А. И. Хасин. Неоднократный победитель на чемпионатах Москвы, дважды участвовал в чемпионатах СССР среди юниоров (1979, 1980). После окончания школы поступил в ГЦОЛИФК, вскоре выполнил нормативы мастера спорта СССР, а затем и звание международного мастера. Дополнительно обучался на факультете физической культуры и спорта в Государственном центральном ордена Ленина институте физической культуры, где 24 июля 1984 получил диплом. После распада СССР уехал с женой и сыном в Италию, в 1994 выполнил все баллы международного гроссмейстера.
Затем вернулся в Москву и начал тренерскую деятельность в Центре спортивной подготовки «Измайлово» (сейчас — «Крылатское»). Под его руководством мужская и женская сборные Москвы регулярно входят в число призёров командного чемпионата России, выигрывают медали на Кубке европейских клубов по шахматам. Является директором турнира Moscow Chess Open и членом президиума Московской шахматной федерации.

## Изменения рейтинга
| Графики недоступны из-за технических проблем. См. информацию на Фабрикаторе и на mediawiki.org. |